# Mercalli-Cancani-Siebergova lestvica
Mercalli-Cancani-Siebergova lestvica (kratica MCS; krajše in neustrezno Mercallijeva lestvica) je 12-stopenjska lestvica intezitete potresov, ki je bila v Evropi v široki uporabi in se ponekod (npr. v Italiji) še vedno uporablja. Nastala je v začetku 20. stoletja z modifikacijami izvorne Mercallijeve lestvice, objavljene leta 1902, v letih 1912 in 1923. Leta 1964 so Medvedjev, Sponheuer in Karnik predstavili novo 12-stopenjsko Medvedev-Sponheuer-Karnikovo lestvico (MSK), ki je bila pozneje večkrat dopolnjena in je do leta 1995 veljala v Sloveniji, ko jo je zamenjala 12-stopenjska evropska makroseizmična lestvica. Razlika med MCS in MSK je le v posameznih količinskih opredelitvah.